# قرار مجلس الأمن التابع للأمم المتحدة رقم 2231
قرار مجلس الأمن التابع للأمم المتحدة رقم 2231، الصادر بالإجماع في 20 يوليو 2015 مؤيدا لخطة العمل الشاملة المشتركة بشأن البرنامج النووي الإيراني. وحدد عملية التفتيش والجدول الزمني بينما يستعد المجلس أيضا لرفع العقوبات ضد إيران. جاء القرار نتيجة التفاوضات بين الأعضاء الدائمون في مجلس الأمن التابع للأمم المتحدة -الصين وفرنسا وروسيا والمملكة المتحدة والولايات المتحدة- بالإضافة إلى ألمانيا والاتحاد الأوروبي وإيران.

## رد فعل إيران
بعد القرار، قال وزير الخارجية الإيراني: «على الأمة الإيرانية أن تشعر بتغييرات جذرية وفقاً لقرار مجلس الأمن رقم 2231».

## اتهام إيران بعدم الامتثال
في 29 مارس 2016، كتبت الولايات المتحدة والمملكة المتحدة وفرنسا وألمانيا رسالة مشتركة إلى الأمين العام للأمم المتحدة بان كي مون تتهم إيران بـ «تحدي» قرار مجلس الأمن رقم 2231 من خلال اختبارات الصواريخ التي أجريت منذ الاتفاق. وقالت الرسالة إن الصواريخ «قادرة بطبيعتها على حمل أسلحة نووية». ومع ذلك، لم يصل إلى حد القول إن الاختبارات كانت غير قانونية. يدعو القرار 2231 إيران إلى الامتناع عن الأنشطة المتعلقة بالصواريخ ذات القدرة النووية (إيران مدعوة إلى عدم القيام بأي نشاط يتعلق بالصواريخ البالستية المصممة لتكون قادرة على إيصال أسلحة نووية، بما في ذلك عمليات الإطلاق باستخدام تكنولوجيا الصواريخ الباليستية هذه )، ولكن وفقًا لدبلوماسيين لم يذكر اسمه في تقرير دويتشه فيله، فإن اللغة ليست ملزمة قانونًا ولا يمكن فرضها بإجراءات عقابية.
في 9 يونيو 2020، ذكر الأمين العام للأمم المتحدة أنطونيو غوتيريش في تقريره الذي يصدر كل سنتين إلى مجلس الأمن الدولي بشأن حظر الأسلحة المفروض على إيران أن صواريخ كروز المستخدمة في عدة هجمات 2019 على المملكة العربية السعودية من أصل إيراني. كانت صواريخ كروز أو الطائرات المسيرة المستخدمة في هجوم عفيف 2019 وهجوم بقيق وخريص 2019 وهجمات مطار أبها الدولي 2019 من أصل إيراني، وكذلك العديد من المواد التي اعترضتها الولايات المتحدة في تشرين الثاني (نوفمبر) 2019 وشباط (فبراير) 2020. وزُعم أنه تم نقل بعض العناصر بين فبراير 2016 وأبريل 2018 بشكل يحتمل أن يكون «غير متوافق» مع القرار 2231:
| « | تقدر الأمانة أن صواريخ كروز و/أو أجزاء منها المستخدمة في الهجمات الأربع من أصل إيراني. | » |

في ذات الوقت، قالت السفيرة الأمريكية لدى الأمم المتحدة كيلي كرافت إنه نتيجة لتقرير غوتيريش، فإنها «ستوزع مشروع قرار لتمديد حظر الأسلحة على إيران قريبًا»، قال دبلوماسيون إن واشنطن قد تواجه على الأرجح «معركة صعبة وفوضوية».

## اقتراحات للعقوبات المفاجئة
في 14 أغسطس 2020، تم رفض اقتراح من الولايات المتحدة لتمديد قيود الأسلحة على إيران والذي كان من المقرر أن ينتهي في أكتوبر من ذلك العام بموجب القرار 2231 في مجلس الأمن، حيث صوتت جمهورية الدومينيكان فقط لصالح الولايات المتحدة، في حين أن الصين وروسيا صوتتا ضد. امتنع الأعضاء الـ 11 المتبقون في المجلس، والتي تضم وفود المملكة المتحدة والألمانية والفرنسية والبلجيكية والإستونية، عن التصويت. رداً على الهزيمة، أشار السفير الإيراني لدى الأمم المتحدة مجيد تخت روانجي إلى أن «نتيجة التصويت في [مجلس الأمن] على حظر الأسلحة ضد إيران تظهر - مرة أخرى - عزلة الولايات المتحدة. رسالة المجلس: لا للأنفرادية».
في 19 آب / أغسطس 2020، قال وزير الخارجية الأمريكي مايك بومبيو إن حكومته تعتزم الاستفادة مما يسمى بند «الاستعادة» في الفقرة 11 من الوثيقة، حيث يمكن لأي عضو في خطة العمل المشتركة الشاملة «المطالبة باستعادة جميع عقوبات الأمم المتحدة». إن اقتراح الرد السريع، الذي يُقصد به في حالة عدم امتثال إيراني كبير للقرار، «يبدأ مهلة مدتها 30 يومًا يتعين خلالها على مجلس الأمن التصويت بالإيجاب لمواصلة تخفيف العقوبات التي مُنحت لإيران مقابل فرض قيود على برنامجها النووي». هذا التصويت في مجلس الأمن «لا يمكن منعه باستخدام حق النقض».
في 16 سبتمبر 2020، أعلن إليوت أبرامز، "المبعوث الأمريكي الخاص لإيران"، أن جميع عقوبات الأمم المتحدة "ستعود" في الساعة 20:00 بتوقيت شرق الولايات المتحدة يوم 19 سبتمبر. وقال أبرامز: "نتوقع من جميع الدول الأعضاء في الأمم المتحدة تنفيذ مسؤولياتها واحترام التزاماتها بدعم هذه العقوبات. إذا لم تتبع الدول الأخرى ذلك، أعتقد أنه يجب أن يُسألوا... عما إذا كانوا يعتقدون أنهم يضعفون هيكل عقوبات الأمم المتحدة. وتؤيد الدول الأخرى، التي قد تستفيد من إنهاء العقوبات، موقفًا مفاده أنه عندما ألغت الولايات المتحدة خطة العمل الشاملة المشتركة، استبعدت نفسها من عضوية الخطة، وبالتالي لم يعد بإمكانها الاستفادة من خطة العمل الشاملة المشتركة.

## مهلة تفعيل آلية الزناد
مع اقتراب موعد انتهاء صلاحية قرار مجلس الأمن رقم 2231 وخطة العمل الشاملة المشتركة (JCPOA) في 18 أكتوبر 2025، يواجه مجلس الأمن فرصة أخيرة لتفعيل آلية الزناد (Snapback). تتيح هذه الآلية لأي طرف مشارك في الاتفاق إخطار المجلس بعدم امتثال من قبل إيران، مما يؤدي تلقائيًا إلى إعادة فرض العقوبات الأممية التي تم رفعها سابقًا، ما لم يتم اعتماد قرار جديد خلال 30 يومًا للإبقاء على رفع العقوبات. ولا يمكن تعطيل هذه العملية باستخدام حق النقض (الفيتو) من قبل الأعضاء الدائمين في المجلس. وقد أعربت الدول الأوروبية الأطراف في الاتفاق وهي فرنسا، والمملكة المتحدة، وألمانيا، عن استعدادها للنظر في هذا الخيار، بشرط ما ستتوصل إليه التقارير المقبلة للوكالة الدولية للطاقة الذرية (IAEA) بشأن مدى التزام إيران بتعهداتها النووية.
في حال تفعيلها، يُتوقع أن تكون لآلية الزناد تداعيات واسعة على قطاع الطاقة الإيراني. من المرجح أن تؤثر العقوبات المعاد فرضها على صادرات النفط والغاز، والشحن البحري، والقطاع المصرفي، والتأمين، إضافة إلى تقييد الوصول إلى الأنظمة المالية العالمية وردع الاستثمارات الأجنبية. وقد تتعطل الجهود الجارية لتحديث البنية التحتية للإنتاج، ويُحتمل أن يتأثر استيراد المعدات والتقنيات الحيوية. وقد ردّ المسؤولون الإيرانيون على احتمال تفعيل هذه الآلية بتهديدات بإجراءات تصعيدية، تشمل تغييرًا في الوضعية العسكرية، الانسحاب من معاهدة عدم انتشار الأسلحة النووية (NPT)، وزيادة زعزعة الاستقرار الإقليمي من خلال الأنشطة بالوكالة والاضطرابات البحرية.

## روابط خارجية
- نص القرار في undocs.org